# お買いもの中毒な私!
『お買いもの中毒な私!』（おかいものちゅうどくなわたし、Confessions of a Shopaholic）は、2009年の映画。原作はソフィー・キンセラの『レベッカのお買いもの日記』。
アメリカでは2009年2月13日にタッチストーン・ピクチャーズ配給で公開。日本では2009年5月30日にウォルト・ディズニー・スタジオ・モーション・ピクチャーズ配給で公開。

## あらすじ
ニューヨークの地味な園芸雑誌の編集部で働くレベッカ・ブルームウッドは一流ファッション誌の記者になることを夢見ていた。しかし彼女は重度の買い物依存症でカードの支払いも滞る状態だった。
そんなある日、一流ファッション誌編集部の採用面接に訪れた出版社で、ふとしたことから経済誌の採用面接を受けることになってしまったレベッカ。面接は当然のことながら頓珍漢な受け答えで大失敗に終わる。
翌日、レベッカがいつも通りに出社すると、雑誌の廃刊と編集部スタッフの解雇が告げられる。突然無職になってしまったレベッカは親友のスーズと飲み明かし、酔った勢いで自分が面接を受けるはずだった一流ファッション誌編集部と実際に面接を受けて失敗した経済誌編集部に手紙を書き送る。ところが間違って手紙の宛先が逆になっていたことから、経済問題をファッションに喩えて表現した文章と勘違いした経済誌の編集長ルーク・ブランドンの目に留まり、経済誌編集部に採用されてしまう。
予想外の事態にとまどいつつも、ルークのアドバイスもあり、経済問題を庶民にも分かりやすいファッションに喩えて書いたコラムが大評判となり、レベッカはペンネーム「グリーン・スカーフ・ガール」として一躍人気経済コラムニストになる。そしてイケメン御曹司でもあるルークとの仲も急接近。まさに幸せの絶頂を感じ始めていたレベッカだが、「お買いもの中毒」な彼女の前には大きな落とし穴が待っていた。

## キャスト
※括弧内は日本語吹替
- レベッカ・ブルームウッド：アイラ・フィッシャー（小松由佳）
- ルーク・ブランドン：ヒュー・ダンシー（高橋広樹）
- スーズ・クリース＝スチュワート：クリステン・リッター（加藤優子）
- グレアム・ブルームウッド：ジョン・グッドマン（玄田哲章）
- ジェーン・ブルームウッド：ジョーン・キューザック（深見梨加）
- エドガー・ウエスト：ジョン・リスゴー（福田信昭）
- アレット・ネイラー：クリスティン・スコット・トーマス（相沢恵子）
- アリシア：レスリー・ビブ（弓場沙織）
- デレク・スミース：ロバート・スタントン（英語版）（木下浩之）
- a doyenne of a publishing empire：リン・レッドグレイヴ
- ヘイリー：ジュリー・ハガティ（八十川真由野）
- Tarquin：ニック・コーニッシュ
- ライアン：フレッド・アーミセン（大滝寛）
- ミス・コーチ：ウェンディ・マリック（英語版）（宮寺智子）

## 製作の背景
撮影はニューヨーク、コネチカット州、フロリダ州で2008年2月から5月まで行われた。同年12月4日と8日に撮影が追加された。

## 評価
米国での公開第1週において、『13日の金曜日』、『そんな彼なら捨てちゃえば?』、『96時間』に次ぐ第4位だった。本作は批評家からは概ね否定的なレビューを受けた。